# Shuyaku Sentai Irem Fighter
Shuyaku Sentai Irem Fighter (主役戦隊アイレムファイター?), es un videojuego de estrategia por turno que fue lanzado por Game Boy en 30 de julio de 1993, y fue desarrollado y publicado por Irem. Se presenta a los personajes de cuatro franquicias de Irem como, R-Type, Mr. Heli, Ninja Spirit, and Hammerin' Harry.
- Datos: Q7505778